# Alfabet esperancki
Alfabet esperancki – alfabet oparty na alfabecie łacińskim, służący do zapisu języka esperanto. 
Składa się z 28 liter (w nawiasie podane zostały znaki w X systemie):
A, B, C, Ĉ (cx), D, E, F, G, Ĝ (gx), H, Ĥ (hx), I, J, Ĵ (jx), K, L, M, N, O, P, R, S, Ŝ (sx), T, U, Ŭ (ux), V, Z
Każdą literę czyta się tak, jak pisze, bez względu na sąsiedztwo.
W alfabecie nie ma liter Q W X Y